# Калуцкая, Александра
Александра Калуцкая (пол. Aleksandra Kałucka; род. 2001, Тарнув, Малопольское воеводство) — польская спортсменка, выступающая в спортивном скалолазании в лазании на скорость. Бронзовый призёр летних Олимпийских игр 2024 года, серебряный призёр чемпионата Европы по скалолазанию. Обладательница Кубка мира по скалолазанию.

## Спортивная карьера
Калуцкая участвует в Кубках мира по скалолазанию в дисциплине скорость с 2018 года. На своем первом чемпионате мира в Москве в 2018 году она заняла 11-е итоговое место. в 2022 году она выиграла свой первый этап Кубка мира в Эдинбурге. В том же сезоне она выиграла и общий зачет Кубка мира.
На чемпионате мира в Инсбруке в 2018 году она заняла четвертое место, а год спустя была пятой в Хатиодзи. В 2022 году заняла второе место на чемпионате Европы в Мюнхене.
На летних Олимпийских играх 2024 года в Париже, Александра в дисциплине скорость смогла завоевать бронзовую медаль.
Её лучшее личное время — 6,64 секунды.
Она сестра-близнец скоростной альпинистки Натальи Калуцкой.